# Forces spatiales de la fédération de Russie
Les forces spatiales (de sigle VKS — Voenno Kosmitcheskie Sily — ou UK-VKS, anciennement UNKS) des forces armées de la fédération de Russie — traduit par les médias russes en français par « troupes spatiales » — ont pour tâche principale la lutte antimissile et la collecte d'informations au moyen de satellites de reconnaissance. Elles s'occupent également du système de positionnement par satellites GLONASS.

## Historique
Les forces spatiales sont créées le 10 août 1992, parallèlement à la création des forces armées russes. Il s'agit de la première force spatiale indépendante au monde. Les forces spatiales sont finalement dissoutes en juillet 1997 et incorporées aux forces de missiles stratégiques.
Les forces spatiales russes sont de nouveau réformées en troupes indépendantes le 1er juin 2001, dans le cadre d'une réorganisation militaire. Le 1er novembre 2011, elles sont transformées en forces de défense aérospatiale (de sigle VVKO — (ru) : Войска воздушно-космической обороны — transcrit en Voïska Vozdouchno-Kosmitcheskoï Oborony). Ces dernières sont regroupées avec la VVS (force aérienne) pour devenir le 1er août 2015 les forces aérospatiales (de sigle VKS — (ru) : Воздушно-космические силы — transcrit en Vozdouchno-Kosmitcheskie Sily) et depuis les forces spatiales sous ce nom sont recréées comme une des trois branches de cette armée.
De 2001 à 2010, les forces spatiales ont tiré plus de 200 lanceurs, ayant placé en orbite plus de 250 satellites.
En 2010, l'État russe dispose d'une centaine de satellites opérationnels (40 militaires, 39 civils, 21 à double vocation).
En référence au lancement de Spoutnik 1 en 1957, le 4 octobre est la « Journée des troupes spatiales russes ».
En 2021, les forces russes réalisent un tir de missile anti-satellite sur un ancien satellite d’écoute soviétique Tselina-D, le Cosmos-1408, lancé en 1982. Au moment de sa destruction, ce satellite orbitait entre 465 et 490 km.

## Organisation

### Composition
- Groupement de défense balistique spatiale.
- Bases de lancement du ministère de la Défense.
- Centre principal d'essais et de contrôle satellite Titov.
- Département de mise en service des moyens de défense balistique spatiale.(Centre principal d'alerte d'attaque par missile, système anti-balistique A-135)
- Établissements d'enseignement militaires et unités logistiques[6].

### Bases des Forces spatiales
- Russie :
  - Cosmodrome de Plessetsk ;
  - Cosmodrome Vostotchny.
- Kazakhstan :
  - Cosmodrome de Baïkonour ;
  - un nœud radiotechnique situé au polygone de Sary Chagan, à Prioziorsk[7].

### Le système radar russe
« La Russie construira de nouveaux radars qui viendront remplacer les radars existants [...] Le projet de développement du système russe d'alerte aux missiles prévoit la construction de nouveaux radars qui remplaceront les radars existants et permettront d'assurer un contrôle permanent de tous les secteurs dangereux [...] En mars 2006, un autre radar de pré-alerte est entré en service expérimental dans le village de Lekhtoussi, non loin de Saint-Pétersbourg. Il deviendra opérationnel en 2009 », a annoncé le commandant des troupes spatiales de Russie Oleg Ostapenko.
Un radar russe de longue portée est déjà entré en service près d'Armavir, dans le territoire de Krasnodar, pour prendre la relève des radars ukrainiens de Sébastopol (Crimée) et de Moukatchevo (Carpates) qui ont cessé de desservir la Russie. Ce radar est le deuxième radar de nouvelle génération mis en exploitation en Russie.

## Personnalités
- Konstantin Petrov

## Culture populaire
- Les forces spatiales russes sont présentes dans le film GoldenEye de la saga James Bond, où elles sont dirigées par le colonel-général Arkady Ourumov, renégat vendu au terroriste Janus.
- Elles apparaissent aussi dans la première saison de la série Space Force, dans laquelle elles envoient comme émissaire et espion le capitaine Yuri « Bobby » Telatovich, fils illégitime de Vladimir Poutine.
- Elles apparaissent également dans le film Space Cowboys les force spatiales russe sont représentées par le lieutenant-général Vostov auprès de la NASA.